# Off the Ground (singolo)
Off the Ground è una canzone di Paul McCartney dell'omonimo album del 1993, pubblicato anche come singolo (b-side: Cosmically Conscious) negli USA.

## Il brano
Off the Ground, registrata tra il dicembre 1991 ed il luglio 1992 come buona parte delle tracce dell'album e non solo, apre l'LP Off the Ground, a cui dà il nome; il disco venne pubblicato ad inizio febbraio 1993 dalla Parlophone. In un cortometraggio promozionale del 33 giri appare il videoclip di questo brano, assieme a quello di C'Mon People. Il critico musicale Stephen Thomas Erlewine di AllMusic ha annoverato il pezzo tra i migliori di Off the Ground, assieme a Mistress and Maid e The Lovers That Never Were, mentre Ultimate Classic Rock lo ha definito scadente e banale.

## Il singolo
Il singolo Off the Ground venne pubblicato nei soli Stati Uniti su vinile bianco, o, più raramente nero. Ambedue le facciate del 45 giri sono tratte dall'album, ma il lato B, Cosmically Conscious, appare in un remix che modifica la sua durata originaria di 1:44 fino a quella di 4:39, ma è semplicemente una ripetizione della versione di Off the Ground. Contemporaneamente, si diffuse un singolo promozionale, contenente unicamente il mixaggio per le radio della canzone Off the Ground realizzato da Keith Cohen con l'assistenza di Tom Daugherty e di Ulrich Wild ai Larrabee West Sound Studios. Questo remix non altera la durata del pezzo, che rimane di 3:38, ma viene tolto molto riverbero dalla voce di Paul McCartney, vi è uno spostamento di quattro battute di canzone e se ne tolgono altre sette. Il singolo non entrò nelle classifiche di Billboard, ma giunse alla ventisettesima posizione dell'Adult contemporary. Inoltre giunse al 54º posto in Germania.